# ألكسندر مولز
ألكسندر مولز (بالهولندية: Alexander Mols)‏ هو لاعب كرة قدم هولندي، ولد في 13 أغسطس 1991 في Veghel ‏ في هولندا. لعب مع دين بوستش.